# 압둘 하디 빈 아왕
압둘 하디 빈 아왕(말레이어: Abdul Hadi bin Awang)은 말레이시아의 정치인으로 현재 범말레이시아이슬람당(PAS)의 총재이다. 그는 1999년부터 2004년까지 트렝가누주의 주수상을 지냈으며, 1990년부터 2004년까지, 그리고 2008년부터 마랑 지역의 국회의원을 역임하고 있다.
1969년부터 1973년까지 사우디아라비아의 메디나이슬람대학교에서 수학했으며, 후에 이집트의 알아즈하르대학교에서 학업을 계속했다. 귀국 이후 1977년 말레이시아이슬람청년운동(ABIM)에 가입하였고, 곧바로 ABIM 슬랑오르 지역의 의장이 되었다. 이듬해 PAS에 가입하여 총선에서 경쟁하였고, 그 총선에서 승리했다. 1989년 당내 경선에서 파질 누르가 당 총재로 선출되었을 때, 그는 부총재로 선출되었다. 2002년 파질이 심장마비로 타계한 후 총재직을 승계하여 현재까지 재직하고 있다.
2008년 4월 10일 가벼운 타격을 입었으며, 한동안 병원 치료를 받은 바 있다.

## 논란과 비판

### 고대 아랍법의 부활?
PAS는 2002년 7월 7일 트렝가누 주 의회에 고대 아랍법에 기반한 한 법안을 제출해 큰 논란을 일으켰다. 이 법안은 절도범의 양손을 절단하고, 배교(背敎)자와 간통 등 불법적 성행위자들을 돌로 쳐죽이고, 강간당해 임신한 여성을 태형에 처하도록 하는 것을 골자로 하였다. 이는 주정부 지도자 및 여성단체들의 강력한 비판을 받아 왔으며, 마하티르 빈 모하맛 총리도 이러한 법을 시행할 경우 즉시 봉쇄할 것이라고 경고했다. 실제로 PAS의 지역기반인 클란탄 주에서도 1993년 유사법안이 통과됐으나 실질적인 '누더기법'으로 전락한 것도 이 이유 때문이다. 반면 당 총재인 압둘 하디 빈 아왕은 "평화를 추구하는 일반인들이 아닌, 범죄자들이나 이 법안을 두려워할 것"이라며 이 법안을 긍정적으로 평가했다.

### 무슬림만 총리가 되어야 한다
2004년 총선을 앞두고 무슬림만 총리가 되도록 헌법을 개정해야 한다고 발언해 논란을 일으켰는데, 그는 말레이시아가 "이슬람 국가"로서의 원칙을 지켜나가기 위해서는 무슬림만 총리가 될 수 있도록 제한해야 한다고 주장했다. 그는 "만약 개헌이 이뤄지면 중국인도 무슬림이기만 하면 총리가 될 수 있을 것"이라며 "이는 이슬람 원칙들에 부합된다"고 주장했다. 그러나 "무슬림이 아니더라도 장관에는 임명될 수 있을 것"이라고 그는 덧붙였다.